# Jan Jakobus Haywood
Jan Jakobus Haywood (né le 31 mai 1893 à Eliot, colonie du Cap et mort le 5 aout 1960 à Pretoria en Union d'Afrique du Sud) est un avocat et journaliste, rédacteur en chef adjoint du journal Die Volksblad. Il est également un homme politique sud-africain, membre successivement du parti national (1915-1934),du parti national purifié et du parti national réunifié, député de Bloemfontein (1929-1948). Il termine sa carrière publique comme Commissaire ferroviaire.

## Biographie

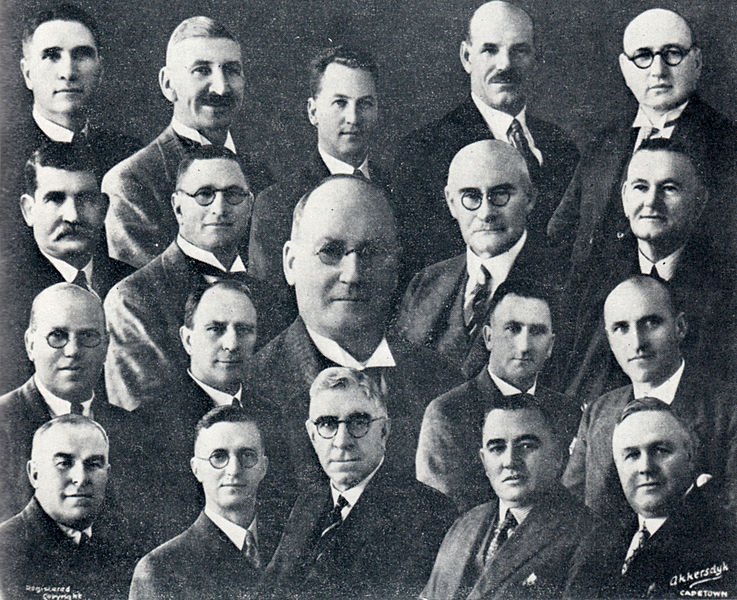
Les 19 députés nationalistes qui refusent, autour de Daniel Malan, la fusion avec le parti uni et fondent le Parti national purifié:
En haut de gauche à droite: S.P. le Roux, R.A.T. van der Merwe, F.C. Erasmus, P.J.H. Luttig, J.J. Haywood. 3e rang: L.J. Vosloo, dr. N.J. van der Merwe, D.F. Malan (en gros plan), J.H.H. de Waal, A.L. Badenhorst.
2e rang: P.O. Sauer, Karl Bremer, J.G. Strijdom, C.W.M. du Toit.
1er rang: J.F. van G. Bekker, C.R. Swart, Bruckner de Villiers, C.H. Geldenhuys et G.P. Steyn.

En 1929, il est élu au parlement dans la circonscription de Bloemfontein-sud et est réélu en 1933 contre Colin Fraser Steyn. En 1938, il est élu dans la nouvelle circonscription du district de Bloemfontein.

## Sources
- Nécrologie, South African Railway News, volumes 13-14, 1960, p 214